# 26593 Perrypat
26593 Perrypat este un asteroid din centura principală de asteroizi.

## Descriere
26593 Perrypat este un asteroid din centura principală de asteroizi. A fost descoperit pe 3 martie 2000 în cadrul proiectului CSS. Asteroidul prezintă o orbită caracterizată de o semiaxă mare de 3,06 ua, o excentricitate de 0,09 și o înclinație de 9,2° în raport cu ecliptica.